# Marconi Cleveland Grand Prix 2001
Marconi Cleveland Grand Prix 2001 var den nionde deltävlingen i CART World Series 2001. Racet kördes den 1 juli på Burke Lakefront Airport i Cleveland, Ohio. Dario Franchitti tog sin första seger sedan Surfers Paradise 1999, vilket förde in honom i mästerskapskampen. Maurício Gugelmin hade tagit sin första pole position på fyra år, men föll tillbaka till tionde plats i racet. Memo Gidley blev mycket överraskande tvåa, i sitt andra race för Chip Ganassi Racing. Bryan Herta tog Zakspeeds första pallplats i CART med en tredjeplats, medan Kenny Bräck behöll serieledningen tack vare sin sjätteplats. Regn mitt under kvalet ställde till det för de förare som skulle sätta sin tid mot slutet, vilket orsakade en annorlunda startordning.

## Slutresultat
| Plats | Förare               | Team                     | Grid | Kvaltid  |
| ----- | -------------------- | ------------------------ | ---- | -------- |
| 1     | Dario Franchitti     | Team KOOL Green          | 14   | 59,803   |
| 2     | Memo Gidley          | Chip Ganassi Racing      | 5    | 57,916   |
| 3     | Bryan Herta          | Zakspeed/Forsythe Racing | 4    | 57,904   |
| 4     | Gil de Ferran        | Marlboro Team Penske     | 20   | 1.02,625 |
| 5     | Jimmy Vasser         | Patrick Racing           | 24   | 1.06,323 |
| 6     | Kenny Bräck          | Team Rahal               | 17   | 1.01,992 |
| 7     | Cristiano da Matta   | Newman/Haas Racing       | 19   | 1.02,093 |
| 8     | Roberto Moreno       | Patrick Racing           | 25   | 1.06,963 |
| 9     | Alex Tagliani        | Forsythe Racing          | 7    | 57,942   |
| 10    | Maurício Gugelmin    | PacWest Racing           | 1    | 57,356   |
| 11    | Christian Fittipaldi | Newman/Haas Racing       | 15   | 1.00,516 |
| 12    | Hélio Castroneves    | Marlboro Team Penske     | 23   | 1.04,155 |
| 13    | Alex Zanardi         | Mo Nunn Racing           | 13   | 58,570   |
| 14    | Tora Takagi          | Walker Racing            | 8    | 58,227   |
| 15    | Michael Andretti     | Team Motorola            | 21   | 1.02,802 |
| 16    | Tony Kanaan          | Mo Nunn Racing           | 6    | 57,936   |
| 17    | Oriol Servià         | Sigma Autosport          | 12   | 58,430   |
| 18    | Max Papis            | Team Rahal               | 22   | 1.03,635 |
| 19    | Max Wilson           | Arciero/Brooke Racing    | 3    | 57,892   |
| 20    | Scott Dixon          | PacWest Racing           | 18   | 1.02,049 |
| 21    | Adrián Fernández     | Fernández Racing         | 2    | 57,517   |
| 22    | Shinji Nakano        | Fernández Racing         | 10   | 58,237   |
| 23    | Bruno Junqueira      | Chip Ganassi Racing      | 16   | 1.01,826 |
| 24    | Paul Tracy           | Team KOOL Green          | 26   | 1.09,456 |
| 25    | Michel Jourdain Jr.  | Herdez Bettenhausen      | 11   | 58,424   |
| 26    | Patrick Carpentier   | Forsythe Racing          | 9    | 58,230   |